# Biserica Sfânta Treime din Sighișoara

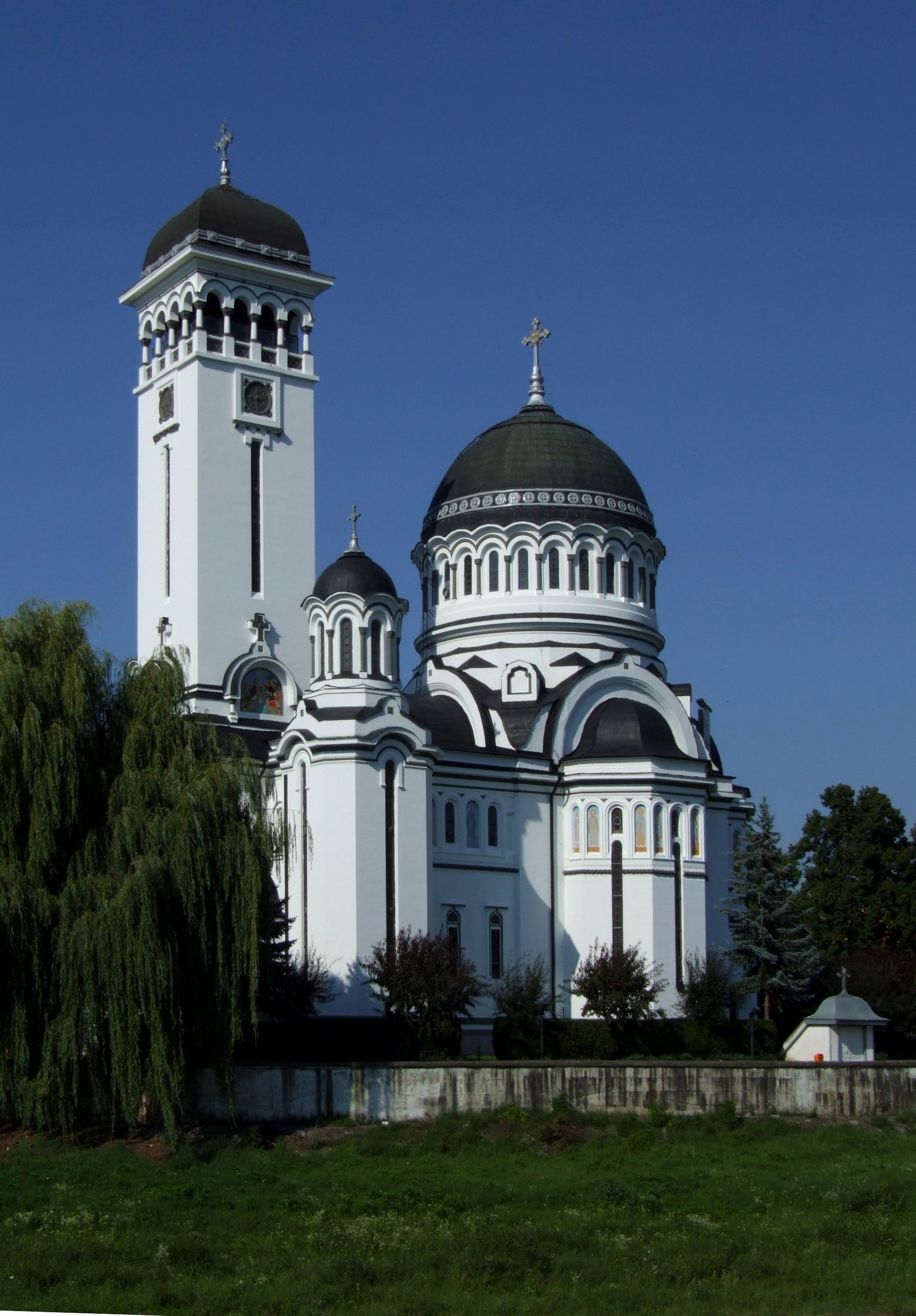
Biserica „Sfânta Treime” din Sighișoara

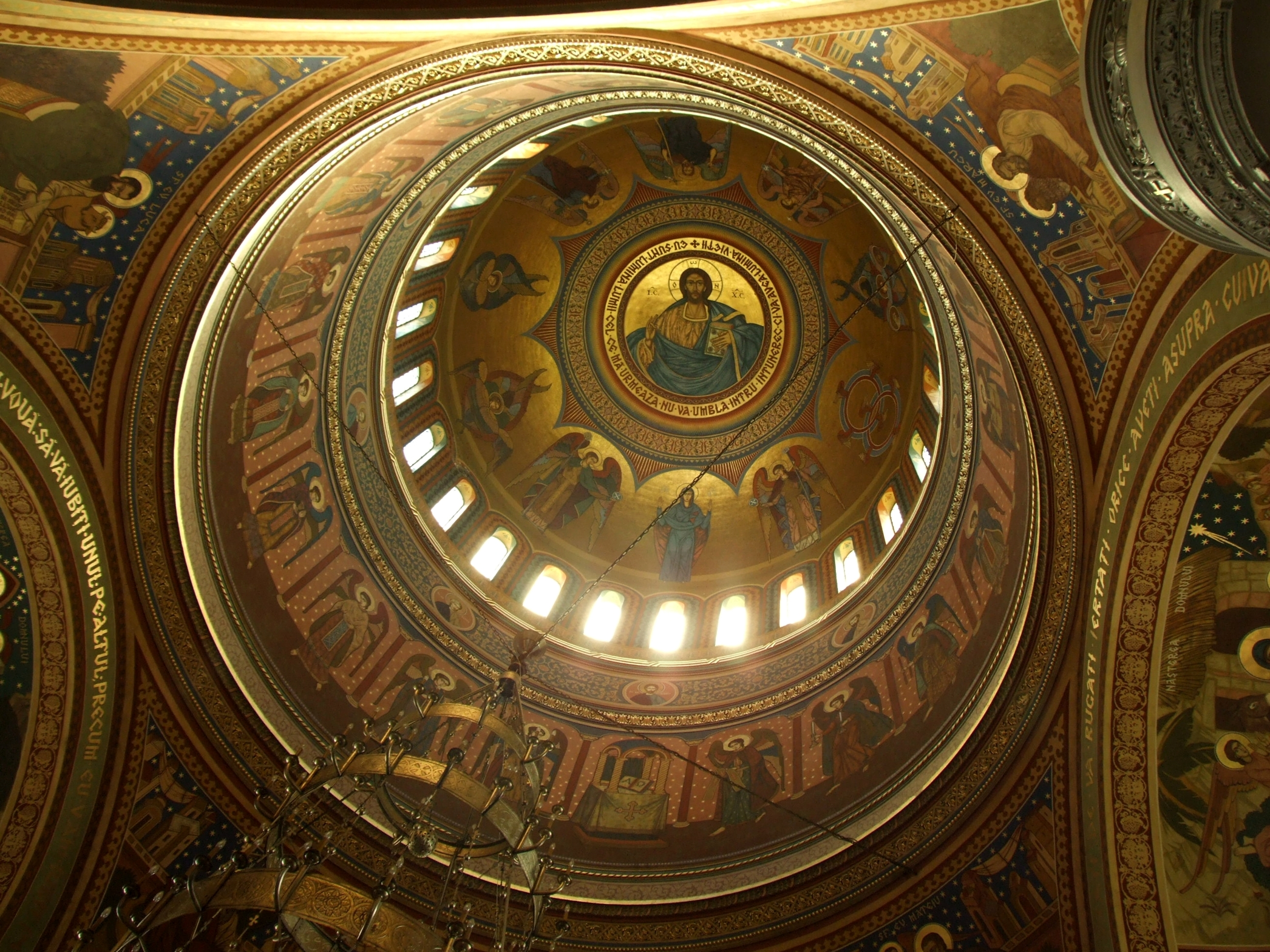
Cupola

Biserica „Sfânta Treime” din Sighișoara este amplasată pe malul nordic al râului Târnava Mare, în Sighișoara, România.
Cu toate că, strict vorbind, nu este o catedrală, ea fiind sediul unui protopop și nu a unui episcop, ea este de obicei cunoscută sub acest nume.
A fost construită între 1934 și 1937 după planurile arhitectului Dumitru Petrescu Gopeș, interiorul fiind pictat de către A. Demian. Iconostasul a fost făcut de către doi specialiști din Rupea, Schiopul și Babic. Cele 12 milioane lei necesare construcției au venit prin administrarea celor 300 iugări de pădure care au fost donați bisericii în 1925. Cel mai mic dintre cele trei clopote a fost turnat din bani adunați de enoriași, cel din mijloc din bani donați de primarul Aurel Mosora, iar cel mai mare din bani donați de către prefectul dr. Victor Știrbețiu în numele prefecturii județului Târnava Mare. Exteriorul a fost renovat între 1980 și 1984.
Biserica, care este construită în stil neo-bizantin, a fost construită în ceea ce pe acea vreme se numea Parcul Elisabeta, după ce un plan de a o construi în piața centrală a orașului a fost respins. Construcția a fost supravegheată de  protopopul Emilian Stoica și de preotul Aurel Stoicovici. Sfințirea a avut loc în prezența arhiepiscopului-mitropolit Nicolae Bălan.
Biserica are un cor propriu, numit Vox Animi.